# 阿历克塞三世 (特拉比松帝国)
阿歷克塞三世·梅加斯·科穆寧（希臘語：Αλέξιος Γ΄ Μέγας Κομνηνός，拉丁化：Alexios III Megas Komnēnos，1338年10月5日—1390年3月20日），是特拉比松帝國的君主（1349年12月13日－1390年3月20日在位）。他是國王瓦西里和情婦伊琳娜所生的兒子。他是特拉比松帝國在位時間的最長的君主，達40年117天。

## 家庭
1351年，阿歷克塞與狄奧多拉·康塔庫金結婚，兩人共有1子2女：
1. 安娜（英语：Anna of Trebizond, Queen of Georgia）（1357年—1406年），君士坦丁一世之母
2. 曼努埃爾（1364年—1417年）
3. 歐多西亞

## 延伸阅读
- The Oxford Dictionary of Byzantium, Oxford University Press, 1991.